# Алфимова, Людмила Ивановна
Людми́ла Ива́новна Алфи́мова (укр. Людмила Іванівна Алфімова; 4 сентября 1935, Харьков — 22 февраля 2024, с. Печёра, Тульчинский район, Винницкая область) — советская и украинская актриса театра и кино, заслуженная артистка Украины (2003), кавалер ордена Княгини Ольги III степени (2020).

## Биография

### Ранние годы
В детстве Людмила Алфимова мечтала стать лётчицей, обучалась в Харьковском аэроклубе. Летала на самолёте Як-18. Но стать пилотом реактивного самолёта было не суждено — девушек в летные училища не принимали.
Поступила в Харьковский театральный институт, который окончила в 1958 году (мастерская Л. Сердюка и М. Покотыло). По окончании института начала работать в Киевском театре юного зрителя.

### Карьера
В 1960—1963 годах была актрисой Киевского театра юного зрителя.
С 1963 года — актриса киностудии им. А. Довженко.
Впервые она сыграла в фильме «Его поколение» Карла Гаккеля, а затем в комедии «За двумя зайцами». Однако настоящую славу актрисе принесла главная роль в советском фильме «Свадьба в Малиновке».
За всю свою продолжительную карьеру Людмила Ивановна снялась в более 40 фильмах, а озвучила около 170.

### Личная жизнь
Первый муж — Феликс Михайлович Алфимов, военный лётчик. После неудачного катапультирования был списан с лётной работы. Окончил академию гражданской авиации и работал лётчиком-инженером в КБ Антонова.
В браке с Алфимовым родились дочери Елизавета и Елена.
Со своим вторым мужем, Иваном Сергеевичем Кальницким, Людмила Ивановна познакомилась в 1974 году во время съёмок фильма «Прощайте, фараоны!». Он был председателем колхоза имени XXII съезда КПСС в селе, где проходили съёмки. В то время актриса все ещё была замужем, был женат и Кальницкий. Расписались и стали жить вместе через 20 лет со дня первой встречи, после смерти первой жены Кальницкого.
Совместных детей у супругов не было.
В середине 90-х годов Людмила Ивановна окончательно перебралась в село Печёра Винницкой области, полностью посвятив себя мужу и домашнему хозяйству. В 2006 году Ивана Сергеевича не стало. Старшая дочь Елизавета пошла по стопам матери и стала актрисой, младшая дочь Елена живёт и работает в США.
Скончалась на 89-м году жизни 22 февраля 2024 года в селе Печёра Винницкой области.

## Фильмография
- 1958 — Годы молодые — поющая девушка
- 1959 — Его поколение — Марийка
- 1959 — Если любишь…
- 1960 — Наследники — Глаша, подруга Нади
- 1960 — Обыкновенная история — эпизод
- 1961 — За двумя зайцами — монашка Мерони́я
- 1964 — Наш честный хлеб — эпизод
- 1964 — Сон — модистка
- 1964 — Сумка, полная сердец — Мария
- 1966 — Бурьян — эпизод
- 1967 — Свадьба в Малиновке — Софья
- 1967 — Скуки ради — дама в поезде
- 1970 — Меж высоких хлебов — Фрося
- 1970 — Мир хижинам, война дворцам — Маша
- 1970 — Секретарь парткома — Наталка, участница собрания
- 1971 — Лада из страны Берендеев — монашка
- 1973 — Старая крепость — медсестра
- 1974 — Прощайте, фараоны! — Одарка Таран
- 1974 — Тайна партизанской землянки — мать Игоря
- 1974 — Юркины рассветы — эпизод
- 1975 — Вы Петьку не видели? — жена Юрия Сергеевича
- 1976 — Остров юности — колхозница
- 1976 — Память земли — эпизод
- 1977 — Право на любовь — Марфа, переселенка из села Вишеньки
- 1980 — Визит в Ковалёвку — Оксана Козачина
- 1981 — Право руководить — Дарина
- 1981 — История одной любви — дама
- 1984 — Благие намерения — эпизод
- 1984 — Прелюдия судьбы — мать Зины
- 1984 — У призраков в плену — эпизод
- 1985 — Женихи — Ганна-травница
- 1986 — По главной улице с оркестром — эпизод
- 1987 — Возвращение — Татьяна Александровна
- 1988 — Штормовое предупреждение — Мария Егоровна, жена Турчака
- 1990 — Ныне прославился сын человеческий — эпизод
- 1992 — Господи, прости нас грешных

## Награды
- Орден княгини Ольги III степени (2020)[5]
- Заслуженная артистка Украины (2003)[2]